# Familia McFly
La familia McFly es una familia ficticia de la trilogía de películas de Regreso al Futuro, tanto en imagen real como en la serie animada. Está formada por los antepasados y descendientes del protagonista, Marty McFly. Durante el desarrollo de la trilogía, se incorporan hasta un total de nueve miembros que atraviesan seis generaciones.
Michael J. Fox interpreta a cuatro miembros de la familia McFly: Marty McFly, Marty McFly Jr., Marlene McFly y Seamus McFly (el tatarabuelo de Marty). También aparece en la foto de William McFly que encuentran Marty y Doc en la biblioteca de 1955. Esto conduce a una broma sutil en la película: pues Marty mira la foto, y comenta que William es un "hombre guapo". Lea Thompson también interpreta a dos miembros de la familia, Lorraine Baines y Maggie McFly, aunque estas sean miembros de distintas familias. Por otra parte, algunos personajes tuvieron que ser interpretados por otros actores: George McFly es interpretado por Crispin Glover y Jeffrey Weissman, mientras que Jennifer Parker por Claudia Wells y Elisabeth Shue.

## Genealogía

### Películas
La familia de Marty McFly está compuesta por sus padres, George y Lorraine, su hermano Dave y su hermana Linda. Aunque aparecen poco en la película, los padres de George McFly tienen mención en Regreso al Futuro. Jennifer Parker, la novia de Marty, aparece en las tres películas, y sus hijos Marlene y Marty Jr. aparecen en Regreso al Futuro Parte II. Los tatarabuelos de Marty: Seamus y Maggie McFly aparecen en Regreso al Futuro Parte III. Tienen un hijo recién nacido, William
Hay otra escena en la que los padres y todos los hermanos de Lorraine están cenando en 1955, en Regreso al Futuro. Stella Baines estaba embarazada en 1955, el hijo o hija que tendrá después del embarazo es "desconocido" en la genealogía McFly.

### Árbol de la familia
El árbol de la familia McFly, incluidos todos los miembros de la familia, mencionados en las películas, por lo tanto, puede extraerse como tal:

### Escritos en borradores
Los primeros borradores del guion de Back to the Future y Back to the Future II tienen una diversa visión de la familia McFly. En los escritos originales de la primera película, Marty parece ser un hijo único, pues no se hace ninguna mención siempre de Dave o de Linda, y la escena de la cena de la familia incluye solamente a Marty, Linda y a sus padres. En el primer guion los padres de Marty son básicamente los mismos personajes, pero con diversos nombres: La madre de Marty es Eileen McFly, y el padre de Marty es George M. McFly, en vez de George Douglas McFly. El segundo nombre de Marty también pasó a través de algunos cambios. De hecho, el personaje de Seamus McFly estaba ausente en el primer guion de Back to the Future Part III. El nombre completo de Marty McFly es Martin Seamus McFly, pero originalmente era "Martin Hopkins McFly", después de que los niños del hotel desempeñasen un papel importante en el guion original de Back to the Future Part II. En el primer guion, Marty y Jennifer originalmente tuvieron el apellido "Hopkins" en el año 2015, y diversos nombres, el de Norman y Doris. Estos nombres fueron pensados para ser extraños y ridículos, para sorprender a los personajes y para ilustrar la vida triste que tendrían Marty y Jennifer.
Los primeros guiones también dan una cierta introducción adicional a las familias Parker y Baines. Una escena en 1967 en el primer guion de Back to the Future Part II demuestra cómo la familia ha cambiado desde que Marty los visitó en 1955. Posiblemente lo más notable, incluye una niña de 11 años llamada Ellen Baines. Por su parte, el personaje de Jennifer Parker originalmente fue llamado Suzy, y su familia nunca se muestra. Sin embargo, en los primeros guiones de Back to the Future Part II ella menciona que su abuelo se llama Norman, la inspiración para el nombre original de su futuro hijo.

### La serie animada
En la serie de dibujos animados de Back to the Future se vieron a varios miembros de la familia McFly que no formaban parte de las películas. Sin embargo, el tema sobre estos miembros de la familia, como en el resto de esta serie, se discutió.
Hablando cronológicamente, los primeros miembros conocidos de la familia McFly son Harold y Jennivere McFly, que aparecieron en el episodio "A Family Vacation". En el episodio se representa que viven en la Gran Bretaña medieval, aunque Harold decide a irse a Irlanda, la nación de origen de Seamus McFly en Back to the Future Part III. Otro antepasado de Marty McFly, según el episodio “Batter up”, es Pee Wee McFly, en 1897 es un jugador de béisbol, aunque su relación con el Seamus y Maggie McFly contemporáneos nunca fue clara. Finalmente, encontraron a un descendiente directo de Marty en el episodio "Solar Sailors". Marta McFly, la capitana del barco MSC Jennifer, es la bisnieta de Marty.

## Los miembros de la familia

### Joey Baines
Joey “Jailbird” Baines es el hermano más joven de Lorraine Baines McFly. Él interpreta un pequeño gag en la trilogía. En el comienzo de la primera película está en la cárcel y no consigue la libertad condicional. Cuando Marty viaja a 1955, considera que Joey, como bebé, goza en la prisión tanto como en su parque. En Back to the Future Part II, en el 1985 alternativo, la ciudad de Hill Valley, a pesar de haber sido puesta patas arriba, Joey está todavía en la cárcel. Y un pronto guion de Back to the Future Part II mostró que Joey, en el comienzo de la adolescencia en 1967, disfrutaba cerrándose en sí mismo en su habitación y de comer nada más que pan y agua. El último destino de Joey al final de la trilogía es desconocido.

### Lorraine Baines
Lorraine Baines McFly (nacida en 1938) interpretada por Lea Thompson, es la madre de Marty.

### Toby Baines
Toby Baines es un hermano menor de Lorraine. Él apareció brevemente en Back to the Future, y no aparece en las secuelas. El personaje era más desarrollado, sin embargo, en un borrador de Back to the Future Part II. Esa versión de la historia representó a Toby en 1967, como un chico joven a punto de cumplir 18 años y que espera con interés participar en la guerra de Vietnam. En ese momento, la madre de Toby quería que él fuera a la universidad, pero su padre rechazó la idea a causa del bajo grado de Toby.

### Arthur McFly
Arthur "Artie" McFly es el padre de George McFly y el abuelo de Marty McFly. Sólo aparece en la novelización de Back to the Future y en el videojuego Back to the Future: The Game.

### Dave McFly
David "Dave" McFly (interpretado por Marc McClure) es el primer hijo de George y Lorraine McFly. Al principio de la trilogía, se ve a Dave usando un uniforme del Burger King, y menciona que pierde el autobús que lo lleva al trabajo. En el final de la primera película, después de que Marty llegase desde 1955, Dave se hizo empresario, ya que usa traje para trabajar. Dave aparece en el 1985 alternativo en Back to the Future Part II, pero en el guion se menciona que está en libertad condicional, y que Biff puede detener su libertad condicional en cualquier momento. Dave aparece en una escena eliminada de esa película, como una persona sin hogar y borracho en las escaleras del hotel de Biff. Finalmente, Dave hace una aparición al final de la película Back to the Future Part III, y viste traje de nuevo.

### George McFly
George Douglas McFly interpretado por Crispin Glover en la primera película, y por Jeffrey Weissman en las secuelas, es el padre de Marty, y es el protagonista principal junto a Marty en la primera película.

### Harold McFly
Harold McFly es un antepasado de Marty que aparece en el episodio de la serie animada «A Family Vacation». Es un campesino en la Inglaterra medieval. Su esposa Jennivere ha sido secuestrada por el señor malvado Biffingham. Él hace equipo con Julio y Verne, cuyos padres están secuestrados también. Para procurar un rescate, solamente los petardeos del plan y los tres, junto con Doc, deben ser decapitados. Afortunadamente, Clara y Jennivere vienen a su rescate. En el final del episodio, Harold y Jennivere deciden trasladarse a Irlanda juntos.

### Jennivere McFly
Jennivere McFly es una antepasada de Marty que aparece en el episodio "A Family Vacation" de la serie animada. Ella vive en la Inglaterra medieval con su marido Harold. El malvado señor Biffingham la secuestró, pero junto con Clara Brown consiguió escapar y salvar a su marido y la familia de Clara. En el final del episodio, Harold y Jennivere deciden trasladarse a Irlanda juntos.

### Linda McFly
Linda McFly (nacida en 1966) es la hermana de Marty McFly, interpretada por Wendie Jo Sperber. Es la única hija de George y Lorraine McFly. Primero aparece al principio de Back to the Future, donde aparece poco atractiva y se queja de que no puede encontrar un novio. Después del viaje de Marty en 1955, su situación demuestra haber mejorado. En el final de la primera película, la describen como mucho más atractiva, y ella tenía varios novios. En el 1985 alternativo de Back to the Future Part II, Linda tiene muchas deudas y confía en Biff Tannen para saldarlas. Nunca se ve a Linda en el año alternativo, ya que Wendie Jo Sperber estaba embarazada en ese entonces, pero en un comentario sobre Back to the Future Part II, el productor Bob Gale sugirió que ella apareciera, y dijo que probablemente habría sido una prostituta. Finalmente, se ve a Linda brevemente otra vez en el final de Back to the Future Part III. Basado en su aspecto, ella parece haber vuelto al mismo estado que en el final de la primera película.

### Maggie McFly
Es la esposa de Seamus McFly y tatarabuela de Marty McFly.

### Marlene McFly
Marlene McFly (interpretada por Michael J. Fox) es la hija de Marty McFly y Jennifer Parker. En la primera versión escrita del guion de Back to the Future Part II, la llamaron Doris. Es la hermana gemela de Marty McFly Jr.
Antes de que Marty cambiara el futuro en Back to the Future Part II, Marlene intentó ayudar a escapar a su hermano de la cárcel. La descubrieron, y fue condenada a 20 años de prisión. Después de la intervención de Marty en 2015, esta historia fue cambiada. El estado de Marlene en la línea del tiempo es desconocido.

### Marta McFly
Marta McFly es la bisnieta de Marty en la serie animada, aparece en el episodio "Solar Sailors". Según ese episodio, ella es la capitana del barco de vela solar MSC Jennifer en el año 2091. Su nave fue saboteada por el nieto de Griff Tannen, Ziff Tannen, pero con la ayuda de Doc y de Clara ella la repara y vuelve a la tierra con seguridad.
Marta es también la jefa de la McFly Space Cruises company, que es la empresa propietaria del MSC Jennifer y probablemente del McFly Space Center de donde la nave partió. Ella empleó a un imitador de su bisabuelo Marty para realizar su música en su nave de travesía.

### Martin McFly
Martin McFly es el hermano de Seamus McFly. Nunca fue visto en pantalla, a causa de morir antes en Back to the Future Part III. Al igual que Marty, Martin se enfadaba cuando la gente le llamaba cobarde o gallina, y a menudo terminaba en peleas consecuentemente. Fue en una de estas peleas en la ciudad de Virginia cuando le apuñalaron con un cuchillo y murió.

### Marty McFly
Es el protagonista de la trilogía, interpretado por el actor Michael J. Fox.

### Marty McFly Jr.
Martin Seamus McFly Jr. (Marty Jr.) es el hijo de Marty McFly y Jennifer Parker, y también es interpretado por Michael J. Fox. Nació en 2001, y en 2015, Marty Jr. tiene 14 años, y parece casi idéntico a su padre. En la primera versión escrita del guion de Back to the Future Part II, se llamaba Norman, como el tío materno de Jennifer.
Antes de que Marty cambiara el futuro en Back to the Future Part II, Griff Tannen presionó a Marty Jr. para participar en un crimen. Desafortunadamente, les descubrieron y condenaron a Marty Jr. a 15 años de prisión. Su hermana Marlene intentó ayudarle a escapar, pero también la descubrieron y fue condenada a 20 años. Después de la intervención de Marty, arrestaron a Griff y a su pandilla, y el crimen nunca ocurrió. El estado de Marty Jr. en la línea del tiempo es desconocido.

### Pee Wee McFly
Pee Wee McFly fue un antepasado de Marty que apareció en el episodio de la serie de dibujos animados "Batter up". En 1897 él era un importante jugador en el equipo de béisbol de Boston Beaneaters. El gánster Diamond Jim Tannen lo presionó para perder un partido, pero Marty viajó en el tiempo para ayudarle a ganar y conseguir que arrestasen a Tannen.
Por la fecha se sospecha que Pee Wee era el hijo de Martin Mcfly (el hermano de Seamus que murió con un cuchillo en el ombligo en un bar de Virginia). Willian y Pee Wee serían primos según esta teoría.

### Seamus McFly
Es el tatarabuelo de Marty, y aparece únicamente en Back to the Future 3.

### Sylvia McFly
Sylvia McFly es la madre de George McFly y abuela de Marty McFly. Ella aparece solamente en la novela de Back to the Future y en el videojuego Back to the Future: The Game.

### William McFly
William Shaun McFly (nacido en 1884) es el hijo de Seamus y de Maggie McFly (o sea que es el bisabuelo de Marty), es el primer McFly que nació en Estados Unidos. Es un bebé en Back to the Future Part III y aparece como un hombre de 50 años en Back to the Future: The Game, donde su voz es hecha por Michael J. Fox.

### Jennifer Parker McFly
Es la novia de Marty. Madre de Marlene McFly y de Marty McFly Jr. —que en los primeros borradores del guion de Back to the Future Part II se llamaban Doris y Norman, como su madre y su tío.
- Datos: Q2588730